# اينزو تودسكو
اينزو تودسكو (بالإيطالية: Enzo Todisco)‏ هو لاعب كرة قدم إيطالي في مركز الهجوم، ولد في 22 أبريل 1980 في سانت غالن في سويسرا. لعب مع نادي سانت غالن ونادي شافهاوزن ونادي فادوتس.

## وصلات خارجية
- اينزو تودسكو على موقع قاعدة بيانات كرة القدم.إي يو (الإنجليزية)
- اينزو تودسكو على موقع Soccerway.com (الإنجليزية)